# Tararua clara
Tararua clara là một loài nhện trong họ Agelenidae.
Loài này thuộc chi Tararua. Tararua clara được miêu tả năm 1973 bởi Raymond Robert Forster & Wilton.